# 菅原ますみ
菅原 ますみ（すがわら ますみ、1958年 - ）は、日本の心理学者。お茶の水女子大学名誉教授。専門は発達心理学。

## 経歴・人物
1958年東京都生まれ。1981年3月東京都立大学人文学部（心理学専攻）卒業。1987年3月同大学院人文科学研究科心理学専攻博士課程単位取得満期退学。1990年7月「発達初期の行動特徴に関する研究」で文学博士の学位を取得。湘北短期大学幼児教育科専任助手・専任講師、国立精神・神経センター精神保健研究所家族・地域研究室長、お茶の水女子大学文教育学部助教授、同大学大学院人間文化創成科学研究科先端融合系教授を経て、2021年4月より白百合女子大学人間総合学部発達心理学科教授。専門分野は発達心理学・発達精神病理学で、子どものパーソナリティの発達や精神疾患などの不適応行動に影響する環境要因について、家族関係を中心に研究している。

## 著書
- 『個性はどう育つか』大修館書店 ドルフィン・ブックス 2003
- 『「ママ」というオシゴト 子育ては最高のライフワーク!』主婦の友社 2009

### 共編著
- 『子どもの発達危機の理解と支援 漂流する子ども』酒井朗,青木紀久代共編著 金子書房 2007
- 『子ども期の養育環境とQOL(クオリティ・オブ・ライフ)』編 金子書房 2012

### 監修
- 『きょうだいの子育て 上の子と下の子でこんなに違う!』主婦の友社編 中野早苗共監修 主婦の友社 1998
- 『0〜6才のしつけ百科』汐見稔幸共監修 主婦の友社編 主婦の友社 2004

### 翻訳
- E.M.カミングス,P.T.デイヴィーズ,S.B.キャンベル共著『発達精神病理学 子どもの精神病理の発達と家族関係』監訳 ミネルヴァ書房 2006
- 『保育の質と子どもの発達アメリカ国立小児保健・人間発達研究所の長期追跡研究から』日本子ども学会編 松本聡子共訳 赤ちゃんとママ社 2009
- Judith D.Singer, John B.Willett『縦断データの分析』監訳 朝倉書店 2012-14

## 研究業績
- 子どもの発達と養育環境要因との関連に関する縦断研究
- 中年期における精神的健康と家庭内適応
- 妻と夫のディスコミュニケーション

## 論文
- Cinii